# Ист Енд
Ист Енд Лондона (енгл. East End of London, у преводу Источни крај Лондона или просто Источни крај) је део Лондона који се протеже источно од зидина средњовековног Лондона и северно од Темзе. Иако није универзално прихваћена као званична граница, река Леа може се узети за још једну границу. Источни крај Лондона није исто што и Источни Лондон, који обухвата далеко ширу област.
Термин источни Лондон улази у употребу крајем 19. века, када је пораст популације Лондона довео до екстремног пренасељавања области и високе концентрације сиромашних људи и имиграната. Током времена Источни крај постаје синоним за сиромаштво, пренасељеност, болести и криминал.
Источни крај се убрзано развијао током 19. века. У почетку то је била област покривена насељима позиционираним око градских зидина и око главних путева. Около се налазило обрадиво земљиште, мочваре и мале заједнице поред реке које су служиле за потребе шпедиције и Краљевске морнарице. Пре појаве правих пристаништа, истовар робе се вршио на Базен Лондона. Област је привлачио велики број људи из унутрашњости, који су долазили у потрази за послом. Таласи имиграната почели су да пристижу почевши од Хугенота, који су се доселили у 17. веку преко Ираца, Ашкеназа и у 20. веку имиграната из Бангладеша. Многи од ових имиграната посао су нашли у текстилној индустрији. Гомилање полуквалификоване и неквалификоване радне снаге довело је до ниских плата и лоших животних услова широм источног краја. То је привукло пажњу друштвених реформатора током средине 18. века и довело до формирања савеза и радничких синдиката. Радикализам Ист Енда довео је до стварања Лабуристичке партије, такође и Силвија Панкхурст је водила кампање за женска права и такође овде је настала прва Комунистичка партија Енглеске.
Званични покушаји за додељивањем адреса пренасељеним домаћинствима почели су почетком 20. века. Током Другог светског рата већи део Источног краја је уништен, с обзиром на то да су лука, железница и индустрија били стална мета бомбардовања, посебно током акције Блиц. Све то је довело до осипања популације ка новим предграђима. Нове куће су изграђене 1950-их година. Затварање последњег пристаништа Источног дела 1980. године представља нови изазов и води до стварања London Docklands Development Corporation. Стварање пословних зона и Олимпијски парк представљају показатеље развоја Источног дела, али су неки његови делови и даље остали најсиромашнији у Британији.

## Историја
Источни део је настао ширењем раздвојених насеља источног Лондона. Процесу који се одвијао током краја 18. и почетка 19. века. Источни део је од самог настанка садржао неке од најсиромашнијих области Лондона. Главни разлози за то су следећи:
- средњовековни систем закупа земљишта, који је преовладавао у Источном делу.[4]
- позиционирање загађујуће индустрије изван градске зоне а тиме и изван званичне контроле
- положај радника у делатностима у пристаништу и повезаним делатностима који су ионако били слабо плаћени, постао је још гори увођењем рада на привремено, надничења и сл.
- чињеница да су се све битне државне установе налазиле на супротном, западном делу града

## Политика и друштвене реформе
Крајем 17. века област је насељавао велики број Хугенота, који су се насељавали ради могућности запослења у индустрији. Са собом су донели традицију ‘читалачких клубова’, окупљања која су често била одржавана у пабовима а у циљу читања књига. Власти су биле сумњичаве око таквих окупљања имиграната, временом се показало да су имали разлог за сумњу, с обзиром на то да су та окупљања прерасла у радничке синдикате и политичке партије. Током средине 18. века, када је индустрија свиле почела да уступа место текстилној индустрији долази до првих побуна. Ситуација је кулминирала тиме да су двојица побуњеника били јавно обешени 1769. године.
Године 1844. основано је “удружење за промовисање хигијене међу сиромашнима”. Направљена су јавна купатила и вешераји. За само један пени људи су могли да се окупају или оперу веш и до јуна 1847. године долазило је 4284 људи годишње. Држава је почела да подстиче и остале општине Источног дела да направе сопствена јавна купатила и вешераје и модел се брзо проширио кроз Источни део.
Вилијам Бут је почео своју мисију “хришћанског препорода друштва” 1855. године. И други су се придружили “хришћанској мисији” и 7. августа 1978. формирана је Војска спаса. У његову част је подигнута статуа.
Томас Џон Бернанд је дошао у Лондонску болницу из Даблина у циљу обуке за мисионарски рад у Кини. Недуго након његовог доласка године 1866. наступила је епидемија колере која је однела око 3000 живота у Источном делу. Многе породице су остале осиромашене, са хиљадама деце која су остали сирочад те су били приморани да просе и траже посао у фабрикама. Барнандо је организовао и школу у циљу пружања основног образовања деци. Године 1870. оснива и прво сиротиште за дечаке.
Године 1884. основан је Покрет за изједначавање и активисти су охрабривали студенте да раде у сиромашним деловима у циљу разумевања тешког живота, сиромаштва и несреће Источног дела.
Активистички рад и протести у луци чине Источни део кључним за развој социјалистичких и трговачких савеза.
Крајем 19. века нови талас радикализма је дошао у Источни део, заједно са јеврејским имигрантима, који су долазили прогнани из Источне Европе и руским и немачким радикалима који су бежали да би избегли хапшење.